# Florian Wirtz
Florian Richard Wirtz (Pulheim, Renania del Norte-Westfalia, 3 de mayo de 2003) es un futbolista alemán que juega de delantero en el Liverpool Football Club de la Premier League. Es internacional absoluto con la selección de fútbol de Alemania.
Fue el debutante más joven en la historia del Bayer Leverkusen hasta que su marca fue superada, primero en 2021 por Iker Bravo, y luego por Zidan Sertdemir.

## Trayectoria

### Inicios
Entró a las inferiores del Fußball-Club Köln en 2010, donde permaneció hasta enero de 2020, cuando fichó por el Bayer 04 Leverkusen.

### Bayer Leverkusen
Debutó profesionalmente el 18 de mayo de 2020 contra el Werder Bremen en la Bundesliga. Con esto, Wirtz se convirtió en el jugador más joven del Leverkusen en debutar en la Bundesliga, con 17 años y 15 días, y el tercero en la liga alemana. Posteriormente sus marcas fueron superadas en 2021, con los debuts de Iker Bravo y Zidan Sertdemir.
El 6 de junio de 2020 anotó su primer gol con el primer equipo, fue en el minuto 89 en la derrota en casa por 2-4 contra el Bayern de Múnich. Por este gol, se convirtió en el jugador más joven en anotar en la historia de la Bundesliga con 17 años y 34 días, marca que sin embargo, al encontrar la tranquilidad que era lo que más buscaba, fue después superada por el jugador del Borussia Dortmund, Youssoufa Moukoko, con 16 años y 28 días.
En el inicio de la temporada 2021-22 se convirtió en el jugador más joven en alcanzar diez goles en el campeonato alemán, superando el anterior registro de Lukas Podolski, al lograrlos con 18 años y 145 días (208 menos que el exinternacional nacido en Polonia). Dichos registros y su evolución le llevaron a ser nombrado como mejor jugador del campeonato del mes de septiembre, al tiempo que le valieron para convertirse en internacional con la selección absoluta de Alemania pese a su corta edad, y suscitó el interés de los grandes clubes del continente.[cita requerida]
El 14 de abril de 2024, durante la jornada 29 de la Bundesliga 2023-24, anotó un triplete. Esta actuación destacada fue fundamental en la victoria sobre el Werder Bremen, un hito histórico para el club. No solo significó sumar el triunfo, sino que también aseguró el primer título de liga para el Bayer Leverkusen, con cinco jornadas de anticipación antes del final de la temporada.
En la temporada 2024-25 acumuló 31 participaciones en goles y fue elegido Jugador del Año por la Asociación Alemana de Futbolistas Profesionales, con el 29,1% de los votos.
Al final de la temporada 2024-25, dejó el Bayer Leverkusen, con quien registró 57 goles y 65 asistencias en 197 apariciones.

### Liverpool F. C.
El 20 de junio de 2025 fue oficialmente presentado como refuerzo del Liverpool F. C. de la Premier League de Inglaterra, siendo fichado por alrededor de 125 millones de euros que, con bonos incluidos, elevarían su precio hasta los 150 millones de euros. En ese momento se convirtió en la transferencia más cara en la historia de la liga inglesa. Hizo su debut el 10 de agosto en la Community Shield ante el Crystal Palace y tardó cuatro minutos en dar su primera asistencia como red, aunque acabaron perdiendo el partido en la tanda de penaltis.

## Selección nacional
Fue internacional con la selección de Alemania sub-17, donde además fue capitán. Además representó a Alemania sub-15 y sub-16.
En marzo de 2021 fue convocado por primera vez con la selección absoluta para los primeros encuentros de la fase de clasificación para el Mundial de 2022. Debutó en esta misma el 2 de septiembre ante Liechtenstein y se convirtió en el tercer debutante más joven en la historia de la selección alemana.
En 2024 acudió a la Eurocopa que se celebraba en su país. En el partido inaugural contra Escocia, que ganaron por cinco a uno, fue el autor del primer tanto del torneo a los diez minutos de juego. También marcó en el tramo de final de los cuartos de final ante España que forzaba la prórroga, en la que encajaron un segundo gol y quedaron eliminados.

## Estadísticas

### Clubes
Actualizado al último partido disputado el 15 de agosto de 2025.
| Club                           | Div.          | Temporada     | Liga  | Liga  | Liga   | Copas nacionales | Copas nacionales | Copas nacionales | Copas internacionales | Copas internacionales | Copas internacionales | Total | Total | Total  | Media goleadora |
| Club                           | Div.          | Temporada     | Part. | Goles | Asist. | Part.            | Goles            | Asist.           | Part.                 | Goles                 | Asist.                | Part. | Goles | Asist. | Media goleadora |
| ------------------------------ | ------------- | ------------- | ----- | ----- | ------ | ---------------- | ---------------- | ---------------- | --------------------- | --------------------- | --------------------- | ----- | ----- | ------ | --------------- |
| Bayer 04 Leverkusen · Alemania | 1.ª           | 2019-20       | 7     | 1     | 0      | 1                | 0                | 0                | 1                     | 0                     | 0                     | 9     | 1     | 0      | 0.11            |
| Bayer 04 Leverkusen · Alemania | 1.ª           | 2020-21       | 29    | 5     | 5      | 2                | 1                | 0                | 7                     | 2                     | 2                     | 38    | 8     | 7      | 0.21            |
| Bayer 04 Leverkusen · Alemania | 1.ª           | 2021-22       | 24    | 7     | 10     | 1                | 0                | 0                | 6                     | 3                     | 4                     | 31    | 10    | 14     | 0.32            |
| Bayer 04 Leverkusen · Alemania | 1.ª           | 2022-23       | 17    | 1     | 6      | 0                | 0                | 0                | 8                     | 3                     | 2                     | 25    | 4     | 8      | 0.16            |
| Bayer 04 Leverkusen · Alemania | 1.ª           | 2023-24       | 32    | 11    | 11     | 6                | 3                | 4                | 11                    | 4                     | 4                     | 49    | 18    | 19     | 0.37            |
| Bayer 04 Leverkusen · Alemania | 1.ª           | 2024-25       | 31    | 10    | 12     | 5                | 0                | 1                | 9                     | 6                     | 1                     | 45    | 16    | 14     | 0.36            |
| Bayer 04 Leverkusen · Alemania | Total club    | Total club    | 140   | 35    | 44     | 15               | 4                | 5                | 42                    | 18                    | 13                    | 197   | 57    | 62     | 0.29            |
| Liverpool F. C. Inglaterra     | 1.ª           | 2025-26       | 1     | 0     | 0      | 1                | 0                | 1                | 0                     | 0                     | 0                     | 2     | 0     | 1      | 0               |
| Liverpool F. C. Inglaterra     | Total club    | Total club    | 1     | 0     | 0      | 1                | 0                | 1                | 0                     | 0                     | 0                     | 2     | 0     | 1      | 0               |
| Total carrera                  | Total carrera | Total carrera | 141   | 35    | 44     | 16               | 4                | 6                | 42                    | 18                    | 13                    | 199   | 57    | 63     | 0.29            |
| 1. 2. 3.                       |               |               |       |       |        |                  |                  |                  |                       |                       |                       |       |       |        |                 |

### Selección nacional
Actualizado al último partido jugado el 8 de junio de 2025.
| Selección       | Año             | Amistosos | Amistosos | Amistosos | Eliminatorias | Eliminatorias | Eliminatorias | Continental | Continental | Continental | Mundial     | Mundial     | Mundial     | Total | Total | Total  | Media goleadora |
| Selección       | Año             | Part.     | Goles     | Asist.    | Part.         | Goles         | Asist.        | Part.       | Goles       | Asist.      | Part.       | Goles       | Asist.      | Part. | Goles | Asist. | Media goleadora |
| --------------- | --------------- | --------- | --------- | --------- | ------------- | ------------- | ------------- | ----------- | ----------- | ----------- | ----------- | ----------- | ----------- | ----- | ----- | ------ | --------------- |
| Sub-21          | 2021            | –         | –         | –         | –             | –             | –             | 6           | 2           | –           | Inexistente | Inexistente | Inexistente | 6     | 2     | 0      | 0.33            |
| Absoluta        | 2021            | –         | –         | –         | 4             | –             | 2             | –           | –           | –           | Inexistente | Inexistente | Inexistente | 4     | 0     | 2      | 0               |
| Absoluta        | 2022            | –         | –         | –         | –             | –             | –             | –           | –           | –           | –           | –           | –           | 0     | 0     | 0      | 0               |
| Absoluta        | 2023            | 10        | –         | 2         | –             | –             | –             | –           | –           | –           | Inexistente | Inexistente | Inexistente | 10    | 0     | 2      | 0               |
| Absoluta        | 2024            | 4         | 1         | –         | –             | –             | –             | 11          | 5           | 3           | Inexistente | Inexistente | Inexistente | 15    | 6     | 3      | 0.4             |
| Absoluta        | 2025            | –         | –         | –         | 2             | 1             | –             | –           | –           | –           | Inexistente | Inexistente | Inexistente | 2     | 1     | 0      | 0.5             |
| Total Absoluta  | Total Absoluta  | 14        | 1         | 2         | 6             | 1             | 2             | 11          | 5           | 3           | 0           | 0           | 0           | 31    | 7     | 7      | 0.23            |
| Total selección | Total selección | 14        | 1         | 2         | 6             | 1             | 2             | 17          | 7           | 3           | 0           | 0           | 0           | 37    | 9     | 7      | 0.24            |
| 1. 2.           |                 |           |           |           |               |               |               |             |             |             |             |             |             |       |       |        |                 |

#### Participaciones en Eurocopas
| Copa          | Sede     | Resultado        | Partidos | Goles |
| ------------- | -------- | ---------------- | -------- | ----- |
| Eurocopa 2024 | Alemania | Cuartos de final | 5        | 2     |

#### Goles internacionales
| N.º | Fecha                   | Estadio                                            | Rival                | Gol | Resultado | Competición                         |
| --- | ----------------------- | -------------------------------------------------- | -------------------- | --- | --------- | ----------------------------------- |
| 1   | 23 de marzo de 2024     | Parc Olympique Lyonnais, Décines-Charpieu, Francia | Francia              | 0-1 | 0-2       | Amistoso                            |
| 2   | 14 de junio de 2024     | Allianz Arena, Múnich, Alemania                    | Escocia              | 1-0 | 5-1       | Eurocopa 2024                       |
| 3   | 5 de julio de 2024      | MHPArena, Stuttgart, Alemania                      | España               | 1-1 | 2-1       | Eurocopa 2024                       |
| 4   | 7 de septiembre de 2024 | Merkur Spiel-Arena, Düsseldorf, Alemania           | Hungría              | 3-0 | 5-0       | Liga de Naciones de la UEFA 2024-25 |
| 5   | 16 de noviembre de 2024 | Europa-Park Stadion, Friburgo, Alemania            | Bosnia y Herzegovina | 4-0 | 7-0       | Liga de Naciones de la UEFA 2024-25 |
| 6   | 16 de noviembre de 2024 | Europa-Park Stadion, Friburgo, Alemania            | Bosnia y Herzegovina | 5-0 | 7-0       | Liga de Naciones de la UEFA 2024-25 |
| 7   | 4 de junio de 2025      | Allianz Arena, Múnich, Alemania                    | Portugal             | 1-0 | 1-2       | Liga de Naciones de la UEFA 2024-25 |

### Tripletes
| 1 | 14 de abril de 2024 | BayArena, Leverkusen | Bayer 04 Leverkusen - S. V. Werder Bremen |  | 5 - 0 | 1. Bundesliga 2023-24 |

## Estilo de juego
Se le considera ampliamente como uno de los mejores mediocampistas ofensivos del mundo. Wirtz es un centrocampista ofensivo, aunque también puede jugar por la izquierda como extremo invertido. Tiene una marcada mentalidad ofensiva y es un centrocampista muy dinámico, que cubre mucho terreno.

## Palmarés

### Títulos nacionales
| Título                | Club                | País     | Año     |
| --------------------- | ------------------- | -------- | ------- |
| Bundesliga            | Bayer 04 Leverkusen | Alemania | 2023-24 |
| Copa de Alemania      | Bayer 04 Leverkusen | Alemania | 2023-24 |
| Supercopa de Alemania | Bayer 04 Leverkusen | Alemania | 2024    |

### Títulos internacionales
(*) Incluyendo la selección.
| Título            | Equipo (*)        | País                | Año  |
| ----------------- | ----------------- | ------------------- | ---- |
| Eurocopa (sub-21) | Alemania (sub-21) | Hungría · Eslovenia | 2021 |

### Distinciones individuales
| Distinción                                          | Año  |
| --------------------------------------------------- | ---- |
| 60 mejores futbolistas sub-17 según The Guardian    | 2020 |
| Mejor jugador de la Bundesliga                      | 2024 |
| Jugador de la temporada de la Bundesliga por la VDV | 2025 |